# 蘇生
蘇生（そせい、甦生）は、一度死亡した、あるいはそれに類する状態になった人間が再び生命を取り戻すこと。前者は「復活」、「黄泉がえり」などとも呼ばれる。心臓の鼓動が停止したり、呼吸が止まったりした者に対し、人工呼吸や心臓マッサージを行うが、その方法をまとめて、心肺蘇生法という。

## 蘇生に関する記述・記録
- 『吾妻鏡』天福元年（1233年）7月20日条の記述として、「申の刻、内藤（判官）盛時が死後、子（ね）の刻に至り、蘇生し、妻子に冥界を語る」とあり、「末代希有（けう）の事なり」と記されている（中世における臨死体験談）。
- 江戸時代の随筆である『耳嚢』巻之五に蘇生した人の話がある。
- 明治時代初期の石鐵県死刑囚蘇生事件#類似する案件（都市伝説の面がある）。

## 文化
日本の蘇生神話
- イザナギが妻のイザナミを蘇生しようと黄泉比良坂を超える話。

ギリシャ神話のよみがえりの話
- エレウシスの秘儀
- 冥界から帰ってきた英雄：ヘーラクレース、オルペウス、テセウス、オデュッセウス、アイネイアース

閻魔大王の裁判補佐をした小野篁
小野篁（9世紀）が閻魔大王の裁判補佐をした伝説があり、急死して冥界に来た藤原高藤を現世に戻した話（『江談抄』）や病死した藤原良相を蘇生させた話（『今昔物語集』）が見られる（詳細は「小野篁#逸話と伝説」を参照）。
閻魔大王に蘇生させられた僧
天台宗僧妙達（10世紀半ば）は入定修行後7日目に、閻魔大王に衆生を救うことをすすめられ、蘇ったとされる（『今昔物語集』『大日本国法華験記』『僧妙達蘇生注記』及び龍王尊）。
薬師信仰とよみがえり話
『沙石集』（弘安年間作）の中に、常陸国中郡庄（現西茨城郡）で文永の末頃、薬師堂近くに住む、12、3歳の少年が病死し、死体を野原に捨てられるも、薬師如来が死体を背負って家へ連れ帰ると、生き返った、という話が語られている（その後、少年は法師になったとされる）。
これについて『勝田市史 中世編 近世編』では、文永から弘安年間（13世紀）にかけて、坂東で疫病が流行したのは（資料的にも）事実であり、伝染を恐れて、まだ生きていた少年を野に捨てたのではないかと考察し、こうした史実と関連して、このような薬師信仰が中世を通して生じたとしている。
蘇生の民間儀式
- ゾンビパウダー（ブードゥー教）
- 布瑠の言（神道）
- 泰山府君の祭（陰陽道）
- 朝鮮の民間療法 - 死者をよみがえらせる方法として、子や妻の薬指の血を頭上にかけた。

能の演目
能の演目『歌占』（四番目物）では、伊勢二見浦の神職・渡会家次が急死するも3日後に蘇生。しかし地獄を見て来た恐怖の為に白髪化する内容（能の現行演目一覧も参照）。 
棺
- 安全な棺 - 早すぎた埋葬（小説）
- 吸血鬼#吸血鬼に対する予防策 - 逆に蘇生を恐れて死者の首元に鎌が置かれた。
- 捜神記 - 作者干宝の父の侍女が蘇生した経験が当小説を記すきっかけとなった（#制作の背景）。

ゲーム
- ヒーラー - ドラゴンクエストシリーズの呪文体系#回復呪文。